# 2. ŽNL Sisačko-moslavačka
2. ŽNL Sisačko-moslavačka predstavlja 7. stupanj nogometnih natjecanja u Hrvatskoj, a 2. stupanj natjecanja u Sisačko-moslavačkoj županiji.
Prvoplasirani klub prelazi u viši rang - 1. ŽNL Sisačko-moslavačka, dok posljednji ispada u 3. ŽNL Sisačko-moslavačku.

### Dosadašnji prvaci
| NS Sisak    |                    |
| Sezona      | Prvak              |
| 1998./99.   | NK Topusko         |
| 1999./2000. | NK Mladost Bobovac |
| 2000./01.   |                    |
| 2001./02.   |                    |
| 2002./03.   |                    |
| 2003./04.   |                    |
| 2004./05.   |                    |
| 2005./06.   |                    |
| 2006./07.   | NK Pešćenica       |

| NS Kutina-Novska |                              |
| Sezona           | Prvak                        |
| 1998./99.        |                              |
| 1999./2000.      |                              |
| 2000./01.        |                              |
| 2001./02.        |                              |
| 2002./03.        | NK Jelengrad Gornja Jelenska |
| 2003./04.        | NK Mladost Repušnica         |
| 2004./05.        | NK Slavonac Lipovljani       |
| 2005./06.        | HNK Tomislav Kutina          |
| 2006./07.        | NK Ekonomik Donja Vlahinička |

| Jedinstvena liga |                            |
| Sezona           | Prvak                      |
| 2007./08.        | NK TŠK 1932 Topolovac      |
| 2008./09.        | NK Lekenik                 |
| 2009./10.        | NK Pešćenica               |
| 2010./11.        | NK Sloga Hrastovica        |
| 2011./12.        | NK Strijelac Banova Jaruga |
| 2012./13.        | NK Strug Bročice           |
| 2013./14.        | ŠNK Metalac Međurić        |
| 2014./15.        | NK Pešćenica               |
| 2015./16.        | NK Šartovac                |
| 2016./17.        | NK Vatrogasac Husain       |
| 2017./18.        | ŠNK Radnik Majur           |
| 2018./19.        | NK Mladost Repušnica       |
| 2019./20. ↓19/20 | NK Pešćenica               |

 Kategorija:2. ŽNL Sisačko-moslavačka 

Kategorija:Sezone petog ranga HNL-a 

Kategorija:Sezone šestog ranga HNL-a 

Napomene: 

↑19/20  - u sezoni 2019./20. prvenstvo prekinuto nakon 13. kola zbog pandemije COVID-19 u svijetu i Hrvatskoj

## Vanjske poveznice
- Službena stranica nogometnog saveza Sisačko-moslavačke županije
- Službene stranice Nogometnog središta Kutina  Arhivirana inačica izvorne stranice od 30. prosinca 2017. (Wayback Machine)
- Službene stranice Nogometnog središta Novska